# 元谌
元谌（5世紀？—536年7月15日），字兴伯，河南郡洛阳县（今河南省洛阳市东）人，魏献文帝拓跋弘之孙，侍中、使持节、征东大将军、都督中外诸军事、录尚书、司州牧、赵郡灵王长子，北魏宗室、官员。

## 生平
元谌性格平静和顺，从通直正员郎升任太子庶子、司空司马、鸿胪少卿，升任后将军、肆州刺史，元谌坚决推辞不受任，朝廷改授任平南将军、光禄少卿。元谌转任黄门侍郎，进号安南将军、光禄大夫，外任散骑常侍、中军将军、相州刺史，罢除州任，担任宗正卿、都官尚书，以皇室近亲照例封上蔡县开国公，食邑四百户，元谌辞让不接受。尔朱荣进入洛阳，启奏魏孝庄帝元子攸，想要迁都晋阳，魏孝庄帝也不能违抗尔朱荣的意见。魏孝庄帝询问元谌，元谌争论认为不可以。尔朱荣愤怒的说：“关你何事这样一再坚持！何况河阴之变，你忘了吗？”元谌说：“天下的事天下人议论，何必用河阴之变的残酷来威胁我元谌！作为宗室皇亲，官居常伯，活着既然没有用处，死了又会有什么损害！即便今日砍下脑袋剖腹流肠，也没有什么可怕。”尔朱荣大为恼怒，想要治元谌的罪。尔朱荣的堂弟尔朱世隆坚决劝谏，尔朱荣才作罢。目睹这一幕的人无不震惊惶恐，元谌神色自若。之后几天，魏孝庄帝与尔朱荣一起见到宫殿壮丽，大树成行，尔朱荣叹息说：“臣前几天一时糊涂，有迁都的意见，今日看到皇宫如此壮观，何必离开河洛迁往晋阳。臣反复思考元尚书的话，深邃不可置疑。”所以迁都的议论因此作罢。建义元年四月癸卯（528年5月20日），元谌出任车骑将军、仪同三司、尚书左仆射，封魏郡王，食邑一千户，又加侍中。元谌本来年长，应该承袭赵郡王的封爵，他的父亲元幹宠爱元谌的弟弟元谧，以元谧为世子。永安三年冬十月癸卯朔（530年11月6日），魏孝庄帝诏令恢复元谌为赵郡王，元谌弟弟的儿子赵郡王元寘改封平昌王，元谌进号骠骑大将军，加开府，于普泰元年三月癸酉（531年4月5日）升任司空公。太昌元年五月丙申（532年6月21日），司徒公元谌转任太保，司州牧，于永熙二年丁巳（533年5月8日）转任太尉公，加羽葆鼓吹，永熙二年七月壬辰（533年8月11日）升任太师，开府，录尚书事。天平元年十月庚午（534年11月12日），元谌担任大司马。天平三年六月辛巳（536年7月15日），元谌去世，朝廷赠予假黄钺、侍中、都督、冀州刺史，谥号孝懿。元谌没有其他才干见识，历任的官职虽然高，当时的人轻视他。

## 家庭

### 父母
- ，北魏侍中、使持节、征东大将军、都督中外诸军事、录尚书、司州牧、赵郡灵王[27]
- 南安谯氏，本州治中从事史、济南郡太守谯釐头之女[27]

### 兄弟姐妹
- 元谧，北魏安南将军、都官尚书、赵郡贞景王
- 元谭，北魏安西将军、秦州刺史、城安贞惠侯
- 元谳，北魏左将军、太中大夫、平乡孝惠男
- 元譿，北魏羽林监、直阁将军

### 夫人
- 渤海高氏，北魏使持节、镇东将军、幽瀛二州刺史、卫尉卿、惠公高信之女[27]

### 子女
- 元炜，承袭为赵郡王，北齐接受禅让后，爵位依例降低
- 元焕，第二子，过继给广川哀王元灵遵，北魏宁朔将军、谏议大夫、广川孝王[27]
- 元氏，第三女，嫁北魏平东将军、中散大夫高伯礼